# Igbaras
Igbaras là một đô thị hạng 3 ở tỉnh Iloilo, Philippines. Theo điều tra dân số năm 2007 của Philipin, đô thị này có dân số 29.417 người. Đô thị này giáp đô thị Guimbal về phía đông nam, đô thị Miag-ao về phía tây nam, đô thị Tubungan về phía đông bắc và tỉnh Antique về phía tây bắc.

## Các đơn vị hành chính
Igbaras được chia ra 46 barangay.
| - Alameda - Amorogtong - Anilawan - Bagacay - Bagacayan - Bagay - Balibagan - Barasan - Binanua-an - Boclod - Buenavista - Buga - Bugnay - Calampitao - Cale - Corucuan | - Catiringan - Igcabugao - Igpigus - Igtalongon - Indaluyon - Jovellar - Kinagdan - Lab-on - Lacay Dol-Dol - Lumangan - Lutungan - Mantangon - Mulangan - Pasong - Passi | - Pinaopawan - Barangay 1 Poblacion - Barangay 2 Poblacion - Barangay 3 Poblacion - Barangay 4 Poblacion - Barangay 5 Poblacion - Barangay 6 Poblacion - Riro-an - San Ambrosio - Santa Barbara - Signe - Tabiac - Talayatay - Taytay - Tigbanaba |

## Footnotes
Bản mẫu:Iloilo